# 夏威夷長頜鮃
夏威夷長頜鮃為輻鰭魚綱鰈形目鰈亞目鮃科的其中一種，為深海魚類，分布於中太平洋東部夏威夷、中途島海域，棲息深度267-400公尺，體長可達3公分，棲息在底層水域，生活習性不明。

## 扩展阅读
維基物種上的相關：夏威夷長頜鮃